# О Клер (Мичиген)
О Клер (енгл. Eau Claire) град је у америчкој савезној држави Мичиген.

## Демографија
По попису из 2010. године број становника је 625, што је 31 (-4,7%) становника мање него 2000. године.
| Група             | 2000.       | 2010.       |
| Белци             | 564 (86,0%) | 476 (76,2%) |
| Афроамериканци    | 20 (3,0%)   | 32 (5,1%)   |
| Азијати           | 1 (0,2%)    | 0 (0,0%)    |
| Хиспаноамериканци | 53 (8,1%)   | 87 (13,9%)  |
| Укупно            | 656         | 625         |